# Akosua Busia

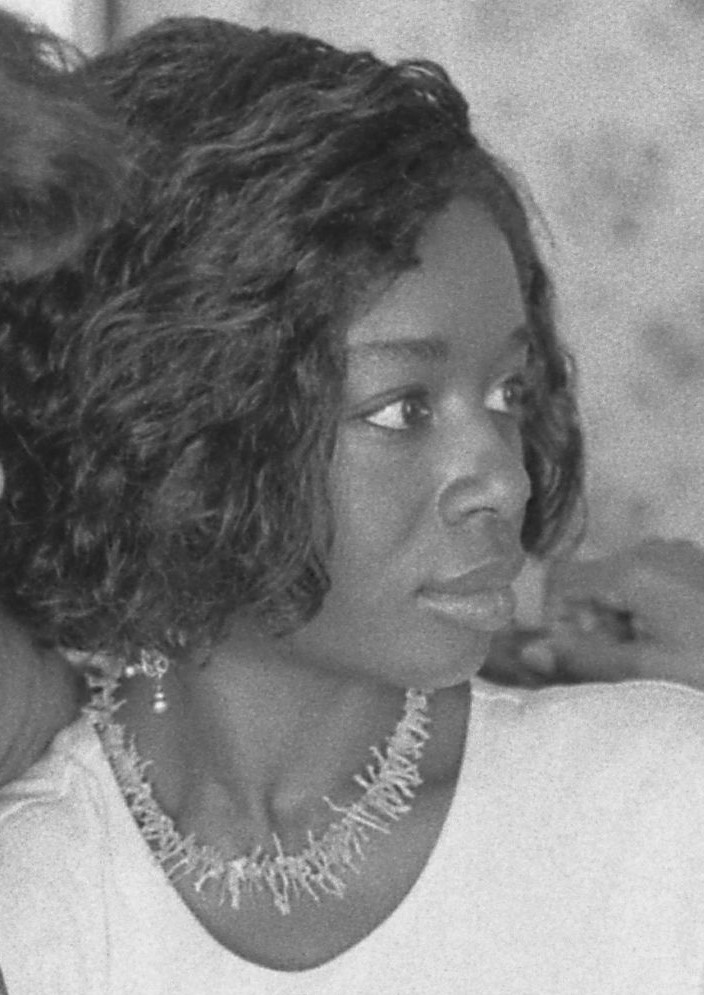
Akosua Busia (1986)

Akosua Cyamana Busia (* 30. Dezember 1966) ist eine ghanaische Schauspielerin und Schriftstellerin.

## Leben
Busia wurde als Tochter von Kofi Abrefa Busia, einem ehemaligen Premierminister von Ghana geboren. In Ghana zählt die Familie von Akosua Busia zur königlichen Familie des Stammes der Wenchi. Akosua Busia schloss ihre Schulbildung in Oxford, Großbritannien ab. Busia lebt in den Vereinigten Staaten.

## Wirken
Busia spielte die Rolle der Nettie in Steven Spielbergs Die Farbe Lila (1985) und die Rolle einer Patientin in Antoine Fuquas Tränen der Sonne (2003). Im Jahr 1996 heiratete sie den amerikanischen Filmemacher John Singleton, von dem sie allerdings bereits drei Jahre später wieder geschieden wurde. Mit ihm hat sie eine Tochter namens Hadar. Ihre Schwester Abena ist Universitätsprofessorin an der Rutgers University.
Im Jahr 1997 schrieb Akosua Busia die Novelle The Seasons of Beento Blackbird: A Novel, die in der Washington Press veröffentlicht wurde.
2019 wurde sie in die Anthologie New Daughters of Africa von Margaret Busby aufgenommen.

## Filmografie
- 1979: Ashanti
- 1981: Warp Speed (Fernsehfilm)
- 1983: Horror am Mill Creek (The Final Terror)
- 1983: Knight Rider (Fernsehserie, eine Folge)
- 1983: Ein Colt für alle Fälle (The Fall Guy, Fernsehserie, eine Folge)
- 1984: Louisiana (Fernsehfilm)
- 1985: Simon & Simon (Fernsehserie, eine Folge)
- 1985: Anno Domini – Kampf der Märtyrer (A.D., Miniserie, fünf Folgen)
- 1985: Late Starter (Fernsehserie, acht Folgen)
- 1985: Das As im Ärmel (Badge of the Assassin, Fernsehfilm)
- 1985: Die Farbe Lila (The Color Purple)
- 1986: CBS Schoolbreak Special (Fernsehserie, eine Folge)
- 1986: Crossroads – Pakt mit dem Teufel (Crossroads)
- 1986: Chefarzt Dr. Westphall (St. Elsewhere, Fernsehserie, eine Folge)
- 1986: Deadly Weapon – Ein Mann für Gerechtigkeit (Low Blow)
- 1986: Unbekannte Dimensionen (The Twilight Zone, Fernsehserie, eine Folge)
- 1986: Outside Man (The George McKenna Story, Fernsehfilm)
- 1986: Native Son
- 1987: Ein Engel auf Erden (Highway to Heaven, Fernsehserie, eine Folge)
- 1987: Freundschaft ohne Grenzen (A Special Friendship, Fernsehfilm)
- 1987: Saxo – Musik in Dur und Mord (Saxo)
- 1988: Das siebte Zeichen (The Seventh Sign)
- 1989: College Fieber (A Different World, Fernsehserie, eine Folge)
- 1991: New Jack City
- 1991: Brother Future (Fernsehfilm)
- 1993: Key West (Fernsehserie, eine Folge)
- 1996: Dead Man’s Walk – Weg der Verdammten (Dead Man’s Walk, Miniserie, eine Folge)
- 1997: Rosewood Burning (Rosewood)
- 1997: Ill Gotten Gains
- 1997: Mad City
- 1999: Emergency Room – Die Notaufnahme (ER, Fernsehserie, vier Folgen)
- 2003: Tränen der Sonne (Tears of the Sun)
- 2007: Ascension Day